# Байловка 1-я
Байловка 1-я — село в Пичаевском районе Тамбовской области России. Входит в состав Байловского сельсовета.

## География
Село находится в северо-восточной части Тамбовской области, в лесостепной зоне, на правом берегу реки Кашмы, на расстоянии примерно 6 километров (по прямой) к северо-западу от села Пичаева, административного центра района. Абсолютная высота — 120 метров над уровнем моря.

### Климат
Климат умеренно континентальный, относительно сухой, с холодной продолжительной зимой и тёплым летом. Средняя температура воздуха самого холодного месяца (января) — −11,3 °C (абсолютный минимум — −43 °C); самого тёплого месяца (июля) — 19,7 °C (абсолютный максимум — 39 °С). Период с положительной температурой выше 10 °C длится 145 дней. Среднегодовое количество атмосферных осадков составляет около 550 мм. Продолжительность залегания снежного покрова составляет в среднем 138 дней.

### Часовой пояс
Село Байловка 1-я, как и вся Тамбовская область, находится в часовой зоне МСК (московское время). Смещение применяемого времени относительно UTC составляет +3:00.

## Население
| 2002 | 2010 |
| ---- | ---- |
| 99   | ↘76  |

### Половой состав
По данным Всероссийской переписи населения 2010 года в гендерной структуре населения мужчины составляли 52,6 %, женщины — соответственно 47,4 %.

### Национальный состав
Согласно результатам переписи 2002 года, в национальной структуре населения русские составляли 100 % из 99 чел.

## Известные уроженцы, жители
- Титков, Анатолий Иванович (1924—2024) — советский конструктор автомобилей, кандидат технических наук, лауреат Государственной премии СССР. Главный конструктор УралАЗ (1960—1969), начальник УКЭР Министерства автомобильной промышленности СССР (1969—1986)[8][9].